# Jürgen Werner (Fußballspieler, 1935)
Jürgen Werner (* 15. August 1935 in Hamburg; † 28. Mai 2002 ebenda) war ein deutscher Fußballspieler. Mit dem Hamburger SV wurde der Verteidiger 1960 Deutscher Meister und 1963 Pokalsieger. Zwischen 1961 und 1963 spielte er auch viermal für Deutschland. Er beendete seine Laufbahn bei der Einführung der Bundesliga, da er Profitum ablehnte.

## Karriere

### Vereine
Werner begann 1946 in der Jugendabteilung des Hamburger SV mit dem Fußballspielen und rückte 1954 – gemeinsam mit Uwe Seeler, Klaus Stürmer, Gerhard Krug und Horst Schnoor – in die erste Mannschaft auf, für die er als Außenläufer, später als Abwehrspieler, bis 1963 spielte. Während seiner Vereinszugehörigkeit bestritt er 171 Oberligaspiele, in denen er 14 Tore erzielte, und sieben Spiele im internationalen Vereinswettbewerb um den Europapokal der Landesmeister. Mit dem Hamburger SV gewann er achtmal die Meisterschaft in der Oberliga Nord, viermal den Norddeutschen Pokal, einmal den DFB-Pokal – zu dem er in seinem letzten Pflichtspiel am 30. Juni 1963 beim 5:2-Sieg im Achtelfinale beim FC Bayern Hof beitrug – und – am 25. Juni 1960 die Deutsche Meisterschaft, nachdem der 1. FC Köln mit 3:2 bezwungen werden konnte.
Bekannt und von den Gegenspielern gefürchtet waren seine weiten Einwürfe. Da er das Lizenzspielertum, das mit der Einführung der Bundesliga einherging, ablehnte, trat er am Saisonende 1962/63 vom aktiven Fußball zurück.

### Auswahl-/Nationalmannschaft
Werner debütierte am 5. April 1953 in der U18-Nationalmannschaft, die im Rahmen des FIFA-Juniorenturniers in Reims das Spiel um den 7. Platz gegen Luxemburg mit 2:3 verlor. Seine Mitspieler waren unter anderen Uwe Seeler, Klaus Stürmer und Ernst-Günter Habig. Es blieb sein einziges Länderspiel als A-Jugendlicher. Am 23. September 1958 bestritt er in Kiel sein einziges Spiel für die U-23-Nationalmannschaft beim torlosen Remis gegen die Auswahlmannschaft Dänemarks. Weiterhin kam er zwischen 1957 und 1960 zu fünf Einsätzen in der Auswahlmannschaft des Norddeutschen Fußball-Verbandes.
Für die A-Nationalmannschaft bestritt er vier Länderspiele, wobei er am 26. März 1961 in Santiago de Chile bei der 1:3-Niederlage gegen die gastgebende Nationalmannschaft debütierte. Sein erstes von zwei Toren gelang ihm am 23. Dezember 1962 in Karlsruhe beim 5:1-Sieg über die Schweizer Nationalmannschaft mit dem Treffer zum 2:1 in der 36. Minute. Sein letztes Länderspiel, das am 5. Mai 1963 in seiner Heimatstadt gegen die Nationalmannschaft Brasiliens stattfand, krönte er bei der 1:2-Niederlage mit dem Führungstor in der 44. Minute per Strafstoß. Er gehörte ferner zum Aufgebot für die Weltmeisterschaft 1962 in Chile, konnte jedoch wegen einer Verletzung nicht eingesetzt werden.

## Erfolge
- DFB-Pokal-Sieger 1963
- Deutscher Meister 1960
- Norddeutscher Meister 1956, 1957, 1958, 1959, 1960, 1961, 1962, 1963

## Sonstiges

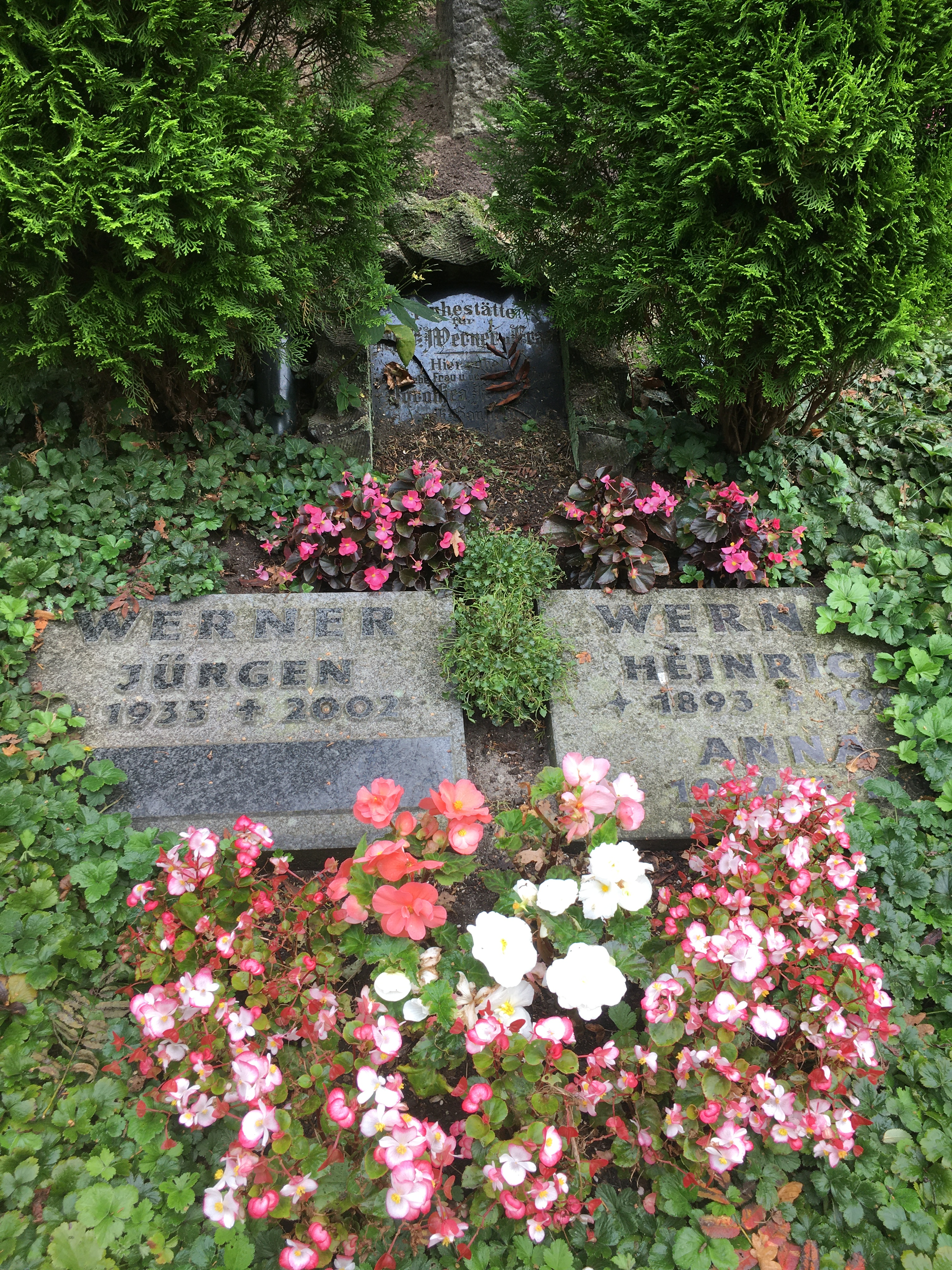
Grabstätte auf dem Friedhof Ohlsdorf

Nach seinem Latein- und Sportstudium wechselte Werner in den Schuldienst, wo er als Oberstudiendirektor am Gymnasium Oberalster und zuletzt in der Referendarsausbildung in Hamburg tätig war. Er blieb weiterhin Vereinsmitglied des HSV und bekleidete dort in seinen letzten Jahren die Funktion des stellvertretenden Aufsichtsratsvorsitzenden. Zeitweilig trainierte er auch SC Union von 1903. Für den DFB war er zeitweilig als Spielausschussvorsitzender tätig und trat in der Öffentlichkeit bei den Auslosungen zum DFB-Pokal in Erscheinung. Er starb 66-jährig an einem Krebsleiden. Seine letzte Ruhestätte befindet sich auf dem Friedhof Ohlsdorf im Planquadrat AH 22 nordöstlich von Kapelle 7. Nach seinem Tod erhielt das Nachwuchs-Leistungszentrum des HSV den Namen „Jürgen-Werner-Schule“.